# Noel Carroll
Noel Carroll (ur. 7 grudnia 1941 w Annagassan w hrabstwie Louth, zm. 23 października 1998 w Dublinie) – irlandzki lekkoatleta, średniodystansowiec, trzykrotny mistrz europejskich igrzysk halowych, rzecznik prasowy administracji Dublina.
Specjalizował się w biegu na 800 metrów. Wystąpił w nim na mistrzostwach Europy w 1962 w Belgradzie i igrzyskach olimpijskich w 1964 w Tokio, ale w obu przypadkach odpadł w eliminacjach.
Na pierwszych europejskich igrzyskach halowych w 1966 w Dortmundzie zwyciężył w biegu na 800 metrów, wyprzedzając w finale Tomáša Jungwirtha z Czechosłowacji i Herberta Missallę z RFN. Zajął 8. miejsce w finale tej konkurencji na mistrzostwach Europy w 1966 w Budapeszcie.
Ponownie zwyciężył w biegu na 800 metrów na europejskich igrzyskach halowych w 1967 w Pradze i na europejskich igrzyskach halowych w 1968 w Madrycie. W 1968 startował również w biegu na 400 metrów, ale odpadł w przedbiegach. Na igrzyskach olimpijskich w 1968 w Meksyku wystąpił w biegach na 400 metrów i na 800 metrów, ale na obu dystansach odpadł w eliminacjach.
Zdobył brązowy medal w biegu na 800 metrów na europejskich igrzyskach halowych w 1969 w Belgradzie (wyprzedzili go Dieter Fromm z NRD i Polak Henryk Szordykowski). Zajął 7. miejsce na tym dystansie zarówno na mistrzostwach Europy w 1969 w Atenach, jak i na halowych mistrzostwach Europy w 1970 w Wiedniu.
W 1961 Carroll poprawił rekord Europy w biegu na 880 jardów. Otrzymał stypendium na Uniwersytecie Villanova w Pensylwanii. Jako członek drużyny tego uniwersytetu ustanowił 15 maja 1964 w Los Angeles rekord świata w sztafecie 4 ×880 jardów czasem 7:19,0.
Carroll był mistrzem Irlandii w biegu na 440 jardów w latach 1966–1968, w biegu na 880 jardów w 1967 i 1968 oraz w biegu na 800 metrów w 1971 i 1973, a także mistrzem „All–Ireland” na 880 jardów w 1966. Był również mistrzem Wielkiej Brytanii (AAA) w biegu na 880 jardów w 1963, 1966 i 1968 oraz wicemistrzem w 1964 i 1967.
Po zakończeniu wyczynowego uprawiania lekkoatletyki pracował w administracji samorządowej Dublina, będąc przez wiele lat jej rzecznikiem prasowym. Był jednym z inicjatorów zorganizowania corocznego Maratonu Dublińskiego. Zmarł na atak serca po porannym joggingu.